# Francisco de Albalat
Francisco de Albalat y Navajas, conde de San Carlos (Caudete, 11 de febrero de 1844-Caudete, 26 de abril de 1916) fue un militar y aristócrata español que combatió por Carlos VII en la tercera guerra carlista. En Caudete gozó de un elevado prestigio social.

## Biografía
Nacido, al igual que su hermano mayor Vicente, en Caudete (Albacete), estudió durante seis años en Valencia, y en 1861 ingresó como Caballero Cadete en el Colegio Militar de Toledo. Al salir de él, hizo prácticas en el Regimiento de Infantería de la Constitución. Al ser promovido a Subteniente, sirvió en el Regimiento de Borbón, de guarnición en Valencia; pasó luego al Regimiento de San Fernando; y en marzo de 1868 ingresó en el benemérito Instituto de la Guardia Civil, siendo entonces destinado al Tercio de Sevilla, con residencia en Alcalá de Guadaíra, hasta que al advertir, á principios de agosto de aquel mismo año que se preparaba ya la Revolución, pidió ser trasladado a Valencia, deseoso de no tener que correr el riesgo de verse comprometido por las conspiraciones que observaba. Estuvo entonces en Cocentaina, y después de pelear en Alcoy contra los revolucionarios, solicitó y obtuvo su licencia absoluta, y en París se puso a las órdenes de Carlos de Borbón y de Austria-Este.

### Tercera guerra carlista
Francisco de Albalat entró en campaña a fines de abril de 1872. Combatió en la sorpresa de Oroquieta, pero al firmarse el convenio de Amorebieta, volvió a emigrar a Francia.
El día 25 de marzo de 1873 contrajo matrimonio con Hélène de Caix de Saint Aymour, Baronesa de Caix de Saint-Aymour, y al mes siguiente volvió a la guerra. Se distinguió en las acciones de Allo y Dicastillo. En el sitio de Bilbao recibió una fuerte contusión que le causó un casco de la misma granada que mató a su hermano Vicente. Fue luego Ayudante de Campo de los generales carlistas Elicio de Bérriz y Eustaquio Díaz de Rada (a quien acompañó en una importante comisión para el Ejército carlista del Centro). Se batió bravamente en la acción de Santa Marina, sirvió luego á las inmediatas órdenes de Don Carlos, y después de tomar parte en las principales operaciones de la última guerra carlista, emigró a Francia.
También combatieron en las filas carlistas, en el Ejército del Centro, sus otros hermanos, José María y Emigdio de Albalat y Navajas. Estuvieron bajo las órdenes del comandante general carlista del Maestrazgo Francisco Vallés, del general Antonio Lizárraga y, finalmente, del coronel Miguel Lozano, a quien acompañaron por su célebre expedición por las provincias de Albacete, Murcia y Jaén, hasta la sorpresa de Bogarra.
Francisco de Albalat regaló en campaña dos magníficas banderas para batallones carlistas de Castilla. Una de ellas, con la imagen de Nuestra Señora de Lourdes y otra con la de la Virgen de las Victorias; ambas bordadas en oro sobre seda con los colores nacionales, y depositadas después de la guerra en el Salón de Banderas y del Palacio Loredán de Venecia, donde residía Don Carlos.

### Posguerra

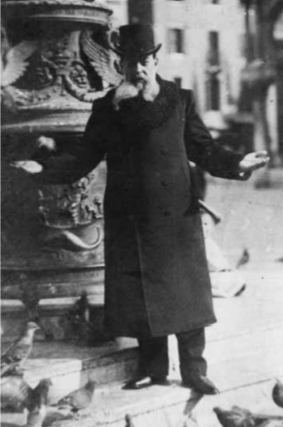
Fotografía que Francisco regaló a Dolores Golf con ocasión de su compromiso, Venecia, 1908.

En el año de 1878 Francisco de Albalat fue agraciado con el título de Conde de San Carlos por Carlos VII, quien le destinó en octubre de 1906 a sus inmediatas órdenes con el empleo de General de Brigada y los cargos de Secretario y Ayudante de Campo, en cuyo alto puesto le acompañó ya hasta verle morir en Varese (Italia), asistiendo luego a su entierro en Trieste, como último tributo de su fidelidad.
El Papa San Pío X le concedió la Gran Cruz de San Gregorio Magno. Además, ganó en campaña las medallas de Montejurra, Vizcaya y Carlos VII y la Placa Roja del Mérito Militar. Por los servicios que prestó en la Secretaría de Don Carlos, fue premiado por su señor con el ascenso a General de División y la Gran Cruz de Carlos III.
Tras enviudar, en 1908 casó en segundas nupcias con Dolores Golf. No tuvo descendencia con ninguna de sus esposas y el título de Conde de San Carlos quedaría vacante.
Francisco de Albalat gozó de una posición de gran influencia social en Caudete, donde legó un importante legado arquitectónico. Falleció en su finca llamada La Corbeyana.